# John Langley
Pour les articles homonymes, voir Langley.
John Langley, né le 1er juin 1943 à Oklahoma City et mort le 26 juin 2021 à Baja au Mexique, est un producteur, scénariste et réalisateur américain.

## Filmographie

### comme producteur
- 1983 : Cocaine Blues
- 1989 : Terrorism: Target USA (TV)
- 1992 : Code 3 (série TV)
- 1993 : Cops Files (TV)
- 1995 : Gunfighter's Moon
- 1995 : Wild Side
- 2000 : Anatomy of Crime (série TV)
- 2002 : Vampire Clan (en)
- 2002 : Reality Check
- 2003 : Tiny Tiptoes (Tiptoes)
- 2009 : L'Élite de Brooklyn (Brooklyn's Finest)

### comme scénariste
- 1983 : Cocaine Blues
- 1986 : Dans les bras de l'enfer (Behind Enemy Lines)
- 1989 : Terrorism: Target USA (TV)
- 1995 : Les Disparues du pensionnat (Deadly Sins)

### comme réalisateur
- 1983 : Cocaine Blues
- 1987 : Maximum Potential (vidéo)
- 1996 : Enquête à San Francisco (Dog Watch (vidéo)